# Passalora stylosanthis
Passalora stylosanthis är en svampart som först beskrevs av Speg., och fick sitt nu gällande namn av U. Braun 1995. Passalora stylosanthis ingår i släktet Passalora och familjen Mycosphaerellaceae.   Inga underarter finns listade i Catalogue of Life.